# 姆斯季斯拉夫爾區
姆斯季斯拉夫爾區（羅馬化：Mstislavskiy rayon）是白俄羅斯東部莫吉廖夫州的一個區，首府為姆斯季斯拉夫尔；面積1,332.51平方公里，2009年人口24,768人，人口密度每平方公里18.59人。